# Neeme
Neeme är en ort i norra Estland som ligger utmed Finska viken. Den ligger i kommunen Jõelähtme vald och i Harjumaa, 25 km öster om huvudstaden Tallinn. Antalet invånare är 130.
Neeme ligger på halvön Ihasalu poolsaar nära dess norra udde Uitru säär. Havet kringgärdar byn åt tre väderstreck, åt väster ligger viken Ihasalu laht och i öster ligger viken Kaberneeme laht. Terrängen runt Neeme är platt. Runt Neeme är det glesbefolkat, med 16 invånare per kvadratkilometer. Närmaste större samhälle är Maardu, 9,6 km sydväst om Neeme. I omgivningarna runt Neeme växer i huvudsak blandskog.